# Hymenochirus curtipes
Espèce
Statut de conservation UICN

 LC  : Préoccupation mineure
Hymenochirus curtipes est une espèce d'amphibiens de la famille des Pipidae.

## Répartition
Cette espèce est endémique du bassin du fleuve Congo. Elle se rencontre, :
- dans le nord-ouest de la République démocratique du Congo ;
- dans l'est de la République du Congo.

## Publication originale
- Noble, 1924 : Contributions of the herpetology of the Belgian Congo based on the collection of the American Museum Congo Expedition, 1909-1915. Bulletin of the American Museum of Natural History, vol. 49, p. 147-347 (texte intégral).